# Sosny z postacią w ogrodzie Szpitala Świętego Pawła
Sosny z postacią w ogrodzie Szpitala Świętego Pawła (hol. Pijnboom voor de ingang van het gesticht, ang. Pine Trees with Figure in the Garden of Saint-Paul Hospital) – obraz olejny (nr kat.: F 653, JH 1840) namalowany przez Vincenta van Gogha w listopadzie 1889 podczas pobytu w miejscowości Saint-Rémy. Obraz znajduje się w zbiorach Musée d’Orsay w Paryżu. 

## Okoliczności powstania
Po nieporozumieniach z Paulem Gauguinem zakończonych gwałtowną sprzeczką i wyjazdem tego ostatniego 23 grudnia 1888 Vincent van Gogh załamał się nerwowo, doznając w styczniu i lutym kilkakrotnych ataków choroby psychicznej, po których każdorazowo był hospitalizowany. Okazało się, iż cierpi na manię prześladowczą.
W kwietniu, po ślubie brata Theo, artysta podjął decyzję o poddaniu się leczeniu psychiatrycznemu. 8 maja w towarzystwie swego opiekuna, wielebnego Salles wyjechał do Saint-Rémy, do szpitala Saint-Paul-de Mausole. Kierownikiem był dr. Théophile Peyron, specjalista od chorób psychicznych.
W trakcie badań stwierdził on u van Gogha gwałtowną manię, połączoną z halucynacjami wzrokowo-słuchowymi oraz nieregularnymi atakami padaczki. Szpital stał się dla artysty azylem, klasztorem i atelier jednocześnie. Ponieważ poszukiwał on izolacji od świata zewnętrznego, przyjął z zadowoleniem takie rozwiązanie, znajdując upragniony azyl. Mógł sobie pozwolić na umartwianie. Udając pacjenta szukał sposobu na artystyczne wzmocnienie. Klasztory fascynowały ówczesnych artystów jako środek na wyzwolenie artystycznej kreatywności. Podczas pobytu w szpitalu van Gogh miał kilkakrotnie ataki choroby. Po jednym z nich, w lipcu, kiedy połknął farby, otrzymał od dr. Peyrona zakaz malowania na pewien czas. Doktor stwierdził, iż powodem tych ataków była obsesja van Gogha związana z malowaniem. Minęły tygodnie zanim artysta mógł znowu opuszczać mury szpitala.
W początkach listopada 1889 napisał do brata:

Namalowałem też płótno dla p. Peyron, widok domu z wielką sosną.

## Opis
Obraz przedstawia szpital z zewnątrz. Jest to typowy dla Prowansji wiejski budynek z malowniczym portalem, balkonem i zielonymi okiennicami. Za jego piękną fasadą kryje się tragiczne wnętrze z salami pełnymi wynędzniałych pacjentów, wśród których Vincent van Gogh zdecydował się spędzić rok po załamaniu w Arles.

## Historia obrazu
Po śmierci artysty obraz znalazł się w rękach doktora Peyron i jego rodziny, po czym był w posiadaniu kolejnych kolekcjonerów prywatnych (Bernheim-Jeune, Paul Cassirer, F. Kallmann, E. Bignou, Witzinger). Ostatnimi z nich byli Max i Rosy Kaganovitch, którzy w 1973 przekazali obraz w darze państwu francuskiemu. Płótno znalazło się w zbiorach paryskiego muzeum Jeu de Paume. W 1986 zostało przeniesione do nowo otwartego Musée d’Orsay

## Historia szpitala

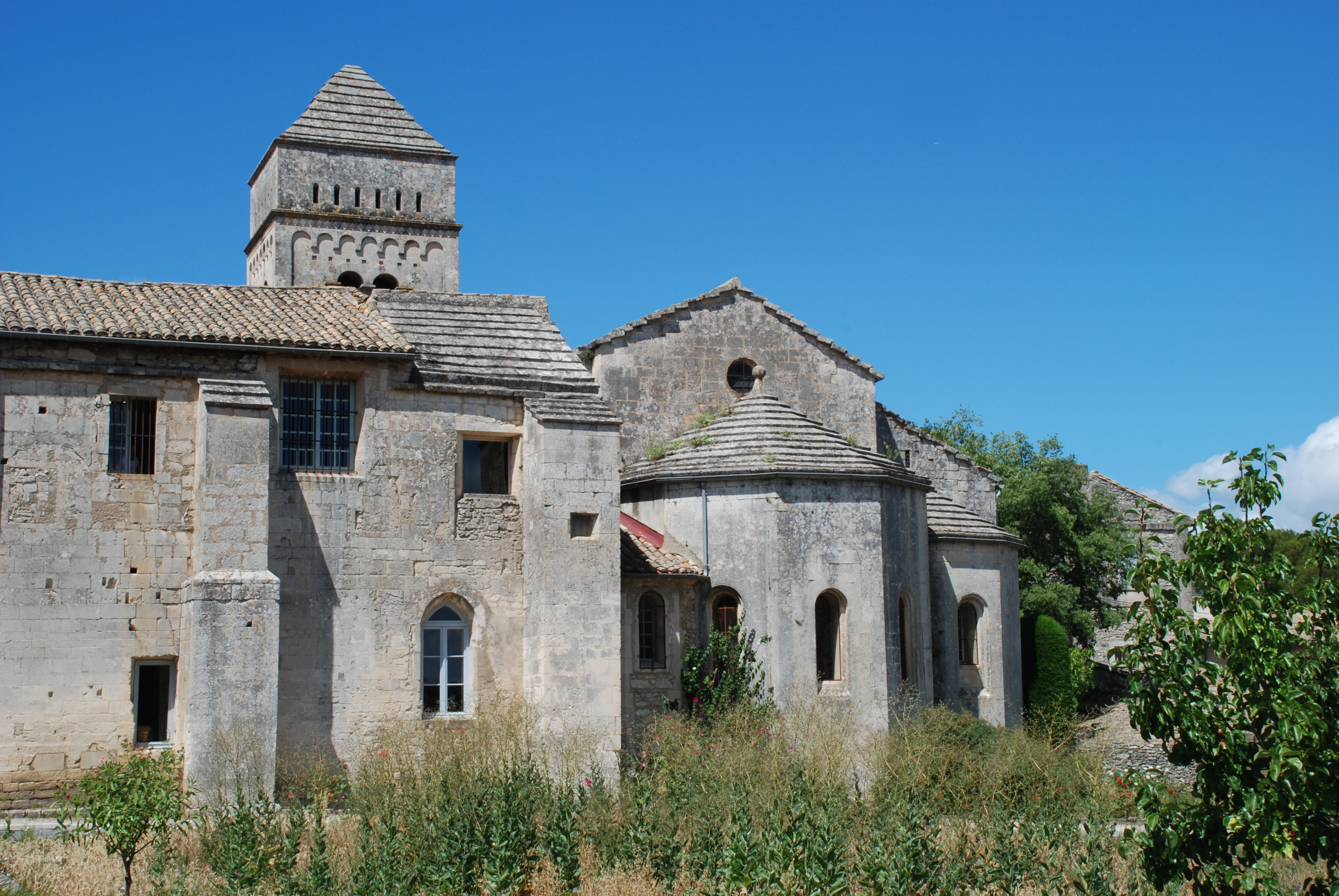
Szpital Saint-Paul-de Mausole dzisiaj

Szpital Saint-Paul-de Mausole położony jest 1,5 km od centrum miasta Saint-Rémy. Mieści się w murach byłego klasztoru franciszkańskiego, założonego w XII w. W XIX w. klasztor przekształcony został w szpital dla umysłowo chorych, funkcjonujący do dziś. W pokojach zajmowanych przez Vincenta van Gogha (sypialnia i łazienka), urządzono poświęconą mu izbę pamięci, która jest udostępniona do zwiedzania.